# Bănățeanul
Bănățeanul este un ziar săptămânal din Banat, deținut de trustul de presă Publimedia, parte a grupului Media Pro.
A fost lansat în iunie 2001, fiind fiind unul din cele șase produse din rețeaua de ziare locale a grupului MediaPro.
Inițial era disponibil doar în județul Timiș, iar în octombrie 2004 s-a lansat și pe piața media din Arad.
La începutul anului 2009, Publimedia a decis renunțarea la ediția tipărită a ziarului Bănățeanul, păstrând varianta online.